# Дикроцелијаза
Дикроцелијаза је болест коју узрокује трематода dicrocoelium dendriticum. Преносници (интермедијарни домаћини) овог паразита су мрави, а дефинитивни домаћини овце и говеда. Човек се инфестира случајним уношењем инфицираних мрава или конзумирањем контаминираног меса.
Период инкубације (од момента настанка инфекције до појаве првих симптома) траје 2-4 недеље. Често је болест асимптоматска, а ако се симптоми јаве углавном је то бол у трбуху, дијареја, губитак телесне тежине и увећање јетре (хепатомегалија).
Дијагноза се поставља на основу анамнезе, клиничке слике, налаза јаја паразита у столици итд. Лек избора за ову болест је антихелминтик празиквантел, а некада се користи и триклабендазол.